# Pseudaphycus limatulus
Pseudaphycus limatulus är en stekelart som beskrevs av Charles Joseph Gahan 1946. Pseudaphycus limatulus ingår i släktet Pseudaphycus och familjen sköldlussteklar. Inga underarter finns listade i Catalogue of Life.